# Procryptocerus virgatus
Procryptocerus virgatus är en myrart som beskrevs av Kempf 1964. Procryptocerus virgatus ingår i släktet Procryptocerus och familjen myror. Inga underarter finns listade i Catalogue of Life.